# Tenacious D in The Pick of Destiny
Tenacious D in The Pick of Destiny er en amerikansk film fra 2006 instrueret af Liam Lynch. Filmen er en komedie/rock musical med medvirken af rockbandet Tenacious D og dette bands frontfigurer Jack Black og Kyle Gass. 
Filmen havde et budget på 104 mio. DKK (20 mio. USD), men indspillede kun 43,3 mio. DKK (USD 8,3 mio. USD) i biograferne, og blev følgelig betragtet som et økonomisk flop. Filmen er dog efterfølgende udgivet på DVD, hvor den har indspillet 47 mio DKK (9 mio. USD). 

## Medvirkende
- Jack Black som Jack "Jables/JB" Black
- Kyle Gass som Kyle "Kage/KG" Gass
- JR Reed som Lee
- Ronnie James Dio som sig selv
- Dave Grohl som Satan
- Ben Stiller som Guitar Center Guy
- Paul F. Tompkins som Open Mic Host
- Tim Robbins som The Stranger
- John C. Reilly som Sasquatch
- Meat Loaf som Bud Black
- Cynthia Ettinger som Betty Black
- Andrew Caldwell som Billy Black
- Amy Poehler som Truck Stop Servitrice
- Colin Hanks som Fulde Frat Dude
- Amy Adams som Smuk kvinde
- David Koechner som overskudslagerekspedient (slettet scene)
- Gregg Turkington som Stand-Up komiker
- Troy Gentile som unge JB
- Evie Peck som KG's mor
- Jason Segel som Frat Boy #1
- David Krumholtz som Frat Boy #2
- Fred Armisen som Sikkerhedsvagt #1
- Ned Bellamy som Sikkerhedsvagt #2
- Jay Johnston som Bandemedlem #1
- John Ennis som Bandemedlem #2